# Evanna Lynch
Evanna Lynch, född 16 augusti 1991 i Termonfeckin i County Louth i Irland, är en irländsk skådespelare. Hon är mest känd för sin roll som Luna Lovegood i Harry Potter-filmerna.
Hon skrev ett brev till J.K. Rowling under tiden då hon var sjuk i anorexia, där hon påpekade att hon tyckte om speciellt Luna Lovegood, och uppmanades då att söka rollen.

## Filmografi

### Filmer
| År   | Titel                                                        | Roll              |       |
| ---- | ------------------------------------------------------------ | ----------------- | ----- |
| 2007 | Harry Potter and the Order of the Phoenix                    | Luna Lovegood     |       |
| 2009 | Harry Potter and the Half-Blood Prince                       | Luna Lovegood     |       |
| 2010 | Harry Potter and the Deathly Hallows – Part 1                | Luna Lovegood     |       |
| 2011 | Harry Potter and the Deathly Hallows – Part 2                | Luna Lovegood     |       |
| 2013 | GBF                                                          | McKenzie Pryce    |       |
| 2014 | Dynamite: A Cautionary Tale AKA Addiction: A 60's Love Story | Theresa Bornstein |       |
| 2015 | Danny and the Human Zoo                                      | Bridget Riordan   |       |
| 2015 | My Name Is Emily                                             | Emily             |       |
| 2019 | Madness in the Method                                        | Abbie Fox         | Cameo |

### Tv-serier
| År   | Titel                  | Roll                              | Anteckningar                   |
| ---- | ---------------------- | --------------------------------- | ------------------------------ |
| 2012 | Sinbad                 | Alehna                            | Avsnitt 12: "Land of the Dead" |
| 2013 | Apex                   | Regan                             | Avsnitt 1: "Pilot"             |
| 2018 | Dancing with the Stars | Sig själv (tävlande)              | Säsong 27                      |
| 2019 | Middle School Moguls   | Academy Voice / Tablet / Lunchbox |                                |